# Eleição municipal de Salinópolis 2016
 A eleição municipal da cidade brasileira de Salinópolis ocorreu no dia 2 de outubro de 2016 para eleger um prefeito, um vice-prefeito, e 13 vereadores para a administração da cidade. O prefeito eleito Paulo Henrique Gomes, do PSDB, obteve 75,70% dos votos válidos, sendo reeleito logo em primeiro turno. Teve como único adversário Vagner Curi, do PDT, que governou a cidade entre os anos de 2009 e 2012. Ele obteve 24,30% dos votos válidos.
A disputa para as 13 vagas na câmara municipal de Salinópolis foi bastante acirrada e envolveu 124 candidatos. Lourdes da Saúde, do PSL, foi a candidata mais bem votada, obtendo 1.108 votos (4.63% dos votos válidos).

## Antecedentes
Na eleição municipal de Salinópolis em 2012, Paulo Henrique Gomes (PSDB) derrotou o candidato Vagner Curi (que tentava a reeleição). O candidato do PSDB obteve 46,14% dos votos válidos contra 35,43% do então prefeito.

## Candidatos e Coligações
| Candidato      | vice            | Partido | Coligação                                                                      |
| -------------- | --------------- | ------- | ------------------------------------------------------------------------------ |
| Paulo Henrique | Valdeci Nóbrega | PSDB    | "Avança Salinas" (PSDB / DEM / PSL/ PSC / PPS / PEN / PTdoB / PRB / PSD / PHS) |
| Vagner Curi    | Ângela Lopes    | PDT     | "O povo com dignidade" (PDT / PT / PCdoB / PROS / PMDB / PMB / SD / PSB / PR)  |

## Resultados
Prefeito
| Candidato              | N° de votos | Porcentagem |
| ---------------------- | ----------- | ----------- |
| Paulo Henrique         | 17.611      | 75.70%      |
| Vagner Curi            | 5.654       | 24.30%      |
| Total de votos válidos | 23.947      | 94,50%      |

Vereadores eleitos
| Candidato(a)               | N° de votos | porcentagem |
| -------------------------- | ----------- | ----------- |
| Lourdes da saúde (PSL)     | 1.108       | 4.63%       |
| Marcio da Lemóveis (PPS)   | 983         | 4.10%       |
| Marcelo Maia (PSD)         | 925         | 3.86%       |
| Waguinho Magalahes (PTdoB) | 848         | 3,54%       |
| Zé de Ómero (PSC)          | 814         | 3.40%       |
| Nilson Santa Brígida (PSD) | 783         | 3.27%       |
| Tonhão (DEM)               | 657         | 2.74%       |
| Machado (DEM)              | 578         | 2.41%       |
| Gilson Serra (PSDB)        | 564         | 2.36%       |
| Carlão (PSDB)              | 563         | 2.35%       |
| Vanderson do Gás (PMDB)    | 434         | 1.81%       |
| Rodrigo Rayol (PSC)        | 396         | 1.65%       |
| Rocha netto (PT)           | 373         | 1.56%       |

1. 1 2  http://g1.globo.com/pa/para/eleicoes/2016/apuracao/salinopolis.html
2. ↑  http://divulgacandcontas.tse.jus.br/divulga/#/municipios/2016/2/05231/candidatos
3. ↑  http://g1.globo.com/pa/para/apuracao/salinopolis.html